# 下厄尔什
下厄尔什，是匈牙利维斯普雷姆州所辖的一个村，与最近的市镇巴拉頓奧爾馬迪相距5公里，总面积33.34平方公里，总人口1401，人口密度42.0人/平方公里（2010年1月1日）。